# 石川数正
石川 数正（いしかわ かずまさ）は、戦国時代から安土桃山時代にかけての武将、大名。
徳川家康の片腕として酒井忠次とともに活躍したが、小牧・長久手の戦いの後に出奔して豊臣秀吉に臣従した。深志城主10万石となり、信濃松本藩の初代藩主とみなすことが通説となっている。

## 生涯

### 出自
家系は河内源氏の八幡太郎義家の六男・陸奥六郎義時が河内国壷井（現在の大阪府羽曳野市壷井）の石川荘を相伝し、義時の三男の義基が石川源氏・石川氏と称し、後に三河国に下った石川氏の与党と自称した。
天文2年（1533年）、石川右馬允康正の子（異説に石川右近正勝の子）として三河国で誕生した。石川清兼は祖父、石川家成は叔父、石川康通は従弟にあたる。

### 家康の懐刀
徳川家康が駿河国の大名・今川義元の人質になっていた時代から近侍として仕えた。
永禄3年（1560年）、義元が桶狭間の戦いで織田信長に敗死し松平元康（家康）が独立すると、数正は今川氏真と交渉し、当時今川氏の人質であった家康の嫡男・信康と駿府に留め置かれていた家康の正室・築山殿を取り戻した。永禄4年（1561年）、家康が織田信長と石ヶ瀬で紛争を起こした際には、先鋒を務めて活躍した。
永禄5年（1562年）、織田信長と交渉を行い、清洲同盟成立に大きく貢献した。永禄6年（1563年）、三河一向一揆が起こると、父・康正は家康を裏切ったとみられるが、数正は浄土宗に改宗して家康に尽くした。石川宗家の家督は叔父の石川家成が家康の命で継いだが、これは家成が家康の従兄にあたるためでもある。しかし、家康に近習していたこともあり、戦後に家康から家老に任じられ、酒井忠次、石川家成らに次いで重用されるようになった。信康が元服するとその後見人となった。永禄12年（1569年）には、西三河の旗頭であった叔父の家成が遠州東部の要である掛川に転出すると、代わって西三河の旗頭となった。
また、軍事面においても元亀元年（1570年）の姉川の戦い、元亀3年（1572年）の三方ヶ原の戦い、天正3年（1575年）の長篠の戦いなど、多くの合戦に出陣して数々の武功を挙げた。天正7年（1579年）に信康が切腹すると、岡崎城代となる。
天正10年（1582年）に織田信長が死去し、その後に信長の重臣であった羽柴秀吉が台頭すると、数正は家康の命令で秀吉との交渉を担当した。このため天正12年（1584年）の小牧・長久手の戦いにも参加。この戦いにおいて家康に秀吉との和睦を提言したとされる。
天正13年（1585年）3月までに数正は康輝（やすてる）と改名しており、以降短期間であるが「康輝」名義の文書を発給している。

### 豊臣家への帰順
ところが、天正13年（1585年）11月13日、家康の下から秀吉の下へ出奔した。理由は「豊臣家との和睦派として家中で孤立を余儀なくされた」「秀吉から帰順を説得された」などとされるが、はっきりした理由は分かっていない。数正は三河勢の軍事的機密を知り尽くしており、この出奔は痛手であった。以後、三河勢は三河以来の軍制を武田流に改めることになった。
その後、秀吉から河内国内で8万石を与えられ、秀吉の家臣として仕えた。この時、通称を出雲守に改め、秀吉より偏諱を賜って吉輝と改名し、出雲守吉輝を称したと伝わる。天正18年（1590年）の小田原征伐で後北条氏が滅亡し、家康が関東に移ると、秀吉より信濃国松本（領地は筑摩郡と安曇郡）10万石に加増移封された。松本の石高に関しては従来の8万石、10万石の2説がある。数正は松本に権威と実戦に備えた雄大な松本城の築城と、街道につないで流通機構の経路を掌握するための城下町の建設、天守の造営など、政治基盤の整備に尽力した。
没年については諸説あり、文禄2年（1593年）10月23日に京都で死去とする説や、文禄元年（1592年）12月14日に京都の七条河原で葬礼が行われているため、それ以前に死去という説もある。
家督は長男の康長が継いだが、遺領10万石のうち、康長は8万石、二男の康勝は1万5,000石、三男の康次は5,000石をそれぞれ分割相続する事となった。

## 出奔の理由
数正が出奔したことは家康を大きく動揺させ、軍制の刷新を余儀なくされたとされているが、出奔の理由には諸説あって定かではない。

### 秀吉との外交関連
- 次第に秀吉の器量に惚れ込んで自ら秀吉に投降したという説。
- 秀吉得意の恩賞による篭絡に乗せられたとする説。
- 対秀吉強硬派である本多忠勝らが数正が秀吉と内通していると猜疑し、数正の徳川家中における立場が著しく悪化したためという説。
- 数正が徳川家に従わせた経緯がある小笠原貞慶が離反し、秀吉と内通したため、その責任を追及されたとする説。
- 秀吉との間で（秀吉のところに行けば）家康との戦を回避するという密約があったとされる説。

### 松平信康関連
- 信康の後見人を務めていたため、天正7年（1579年）の信康切腹事件を契機に家康と不仲になっていたという説。
- 信康切腹後、徳川家の実権が数正を筆頭とする岡崎衆（信康派）から酒井忠次ら浜松衆（家康派）に移ったため、数正は徳川家中で立場がなくなったという説。

### その他
- 父・康正が家康と敵対して失脚すると、家康の縁戚である叔父・家成が石川氏の嫡流とされ、数正はその功績にもかかわらず父の一件ゆえに傍流に甘んじざるをえなかったからとする説。
- 家康と示し合わせ、徳川家のために犠牲となった形で投降したふりをしたという説。
- 秀吉との交渉を行う中で現状を知る数正が、現状を知らずに主戦論を主張する本多忠勝、榊原康政ら家臣団に対し主戦論を放棄させるため投降したという説。
- 家康の影武者、世良田二郎三郎元信が立場を利用して信康を殺し、松平（徳川）家を乗っ取ったためという説。この説によれば、家康が何らかの形で不慮の死を遂げ、松平家存続のために世良田元信が君主に挿げ変わっていた。数正もこのことは承認していたが、それはいずれ跡取りである信康が成長すれば、松平（徳川）氏の家督は信康が継ぐものと信じていたためである。しかし信康は信長の処断要求を請求した家康（元信）の命令で処刑されてしまった。家康と松平家に対し強い忠義心を持っていた数正は、これに激しい怒りを覚えていたとされる。ただし、この影武者説は専門外の素人によるものであり、アカデミズムの立場からは否定されている。

## 登場作品

### 小説
数正を題材とする作品に限る。
- 三宅孝太郎『石川数正』人物文庫 学陽書房
- 南原幹雄『謀将石川数正』新潮社、のち新潮文庫
- 松本清張「群疑」- 講談社文庫『奥羽の二人』収録
- 多岐川恭「異端の三河武士」- 光文社文庫『叛臣』収録
- 仁志耕一郎「逢坂の難関」- 講談社『家康の遺言』収録
- 火坂雅志「毒まんじゅう」- 文春文庫『常在戦場』収録

### テレビドラマ
- 徳川家康（1983年、NHK大河ドラマ、演：江原真二郎）
- 太閤記（1987年、TBS大型時代劇スペシャル、演：高並功）
- 徳川家康（1988年、TBS大型時代劇スペシャル、演：千葉真一）
- 武田信玄（1988年、NHK大河ドラマ、演：村上幹夫）
- 戦国最後の勝利者!徳川家康（1992年1月3日、テレビ朝日、新春大型5時間時代劇スペシャル、演：石橋蓮司）
- 織田信長（1994年、テレビ東京12時間超ワイドドラマ、演：大林丈史）
- 秀吉（1996年、NHK大河ドラマ、演：誠直也）
- 徳川の女（1997年、テレビ東京、演：原田清人）
- 利家とまつ〜加賀百万石物語〜（2002年、NHK大河ドラマ、演：能裕二）
- 功名が辻（2006年、NHK大河ドラマ、演：大河内浩）
- 徳川家康と三人の女（2008年、テレビ朝日、演：本田博太郎）
- 真田丸（2016年、NHK大河ドラマ、演：伊藤正之）
- おんな城主 直虎（2017年、NHK大河ドラマ、演：中村織央）
- どうする家康（2023年、NHK大河ドラマ、演：松重豊）

## 特集番組
- NHK 英雄たちの選択 どうした?石川数正 ～なぜ家康の忠臣は出奔したのか～（2023年08月30日放送）[11]